# Frits
Frits est un prénom masculin néerlandais diminutif de Frederick et pouvant désigner :

## Prénom
- Frits Agterberg (en) (né en 1936), géologue et mathématicien canadien
- Frits Korthals Altes (né en 1931), homme politique et ministre néerlandais
- Frits van den Berghe (1883-1939), peintre et graveur belge
- Frits Bernard (1920-2006), psychologue et sexologue néerlandais
- Frits Beukers (en) (né en 1953), mathématicien néerlandais
- Frits van Bindsbergen (en) (né en 1960), coureur cycliste néerlandais
- Frits Bolkestein (né en 1933), homme politique néerlandais
- Frits Böttcher (1915-2008), chimiste et professeur néerlandais
- Frits Bülow (en) (1872-1955), homme politique et ministre danois
- Frits Castricum (en) (1947-2011), journaliste et homme politique néerlandais
- Frits Clausen (1893-1947), homme politique national-socialiste danois
- Frits Damrow (né en 1960), soliste et musicien néerlandais
- Frits Dantuma (en) (né en 1992), joueur néerlandais de football
- Frits van Dongen (en) (né en 1946), architecte néerlandais
- Frits Dragstra (en) (1927-2015), homme politique néerlandais
- Frits van Eerd (né en 1967), entrepreneur et propriétaire d'écurie néerlandais
- Frits Eijken (en) (1893-1978), rameur olympique néerlandais
- Frits Faulhaber (1893-1979), espérantiste néerlandais
- Frits Goedgedrag (en) (né en 1951), gouverneur néerlandais de Curaçao
- Frits Goldschmeding (en) (né en 1933), homme d'affaires néerlandais
- Frits Hansen (en) (1841-1911), éditeur et homme politique norvégien
- Frits Hartvigson (en) (1841-1919), pianiste et professeur danois
- Frits Heide (en) (1883-1957), botaniste et auteur danois
- Frits Helmuth (en) (1931-2004), acteur de film danois
- Frits Henningsen (en) (1889-1965), designer danois
- Frits Holleman (en) (1887-1958), ethnologue néerlando-sud-africain
- Frits Holm (en) (c. 1881-1930), aventurier danois
- Frits Hoogerheide (en) (1944-2014), coureur cycliste néerlandais
- Frits Janssens (en) (1898-?), lutteur olympique belge
- Frits Kemp (en) (né en 1954), activiste et procureur néerlandais
- Frits Korthals Altes (né en 1931), homme politique néerlandais
- Frits Kortlandt (né en 1946), linguiste et professeur néerlandais
- Frits Kuipers (1899-1943), joueur néerlandais de football
- Frits Lambrechts (né en 1937), acteur néerlandais
- Frits Lamp (en) (1905-1945), coureur sprinteur néerlandais
- Frits Landesbergen (né en 1961), vibraphoniste et batteur néerlandais
- Frits von der Lippe (en) (1901-1988), journaliste et critique de théâtre norvégien
- Frits Lugt (1884-1970), collectionner et historien de l'art néerlandais
- Frits Mulder (en), compétiteur néerlandais de voile olympique
- Frits Muller (en) (1817-1881), bibliographe néerlandais
- Frits Niessen (en) (1936-2020), homme politique néerlandais
- Frits van Oostrom (né en 1953), professeur néerlandais de littérature
- Frits van Paasschen (en) (né en 1961), homme d'affaires néerlandais
- Frits Pannekoek (en) (né en 1947), administrateur canadien d'universités
- Frits Peutz (en) (1896-1974), architecte néerlandais
- Frits Philips (1905-2005), industriel néerlandais
- Frits Pirard (né en 1954), coureur cycliste néerlandais
- Frits Poelman (en), joueur néo-zélandais de football
- Frits Potgieter (né en 1974), athlète sud-africain en lancer du disque
- Frits Purperhart (en) (1944-2016), joueur surinamien de football
- Frits de Ruijter (en) (1917-2012), coureur olympique néerlandais
- Frits Ruimschotel (en) (1922-1987), joueur néerlandais de water-polo
- Frits Sano (1871-1946), psychiatre et neurologue belge
- Frits Schalij (en) (né en 1957), patineur de vitesse néerlandais
- Frits Schlegel (en) (1896-1965), architecte fonctionnaliste danois
- Frits Carl Gram Schrøder (en) (1866-1936), gouverneur de banque danois
- Frits Schuitema (en) (né en 1944), homme d'affaires néerlandais
- Frits Schür (né en 1950), coureur cycliste néerlandais
- Frits Schutte (en) (1897-1986), nageur olympique néerlandais
- Frits van Seters (1913-1976), joueur d'échecs néerlandais
- Frits Sins (en) (né en 1964), céiste néerlandais de slalom
- Frits Smol (en) (1924-2006), joueur néerlandais de water-polo
- Frits Soetekouw (en) (1938-2019), joueur néerlandais de football
- Frits Staal (1930-2012), philosophe et professeur néerlandais
- Frits Tellegen (en) (1919-2020), urbaniste néerlandais
- Frits Thaulow (1847-1906), peintre et graveur norvégien
- Frits Thors (en) (1909-2014), journaliste et présentateur néerlandais
- Frits van Turenhout (en) (1913-2004), journaliste sportif néerlandais
- Frits Vanen (en) (né en 1933), peintre et sculpteur néerlandais
- Frits Vermehren (1823-1910), peintre danois
- Frits Went (1863-1935), botaniste néerlandais
- Frits Warmolt Went (1903-1990), biologiste néerlandais
- Frits Wiersma (1894-1984), coureur cycliste néerlandais
- Frits Zernike (1888-1966), physicien et prix Nobel néerlandais

## Référence
1. ↑  (en) « 10th Century Frisian Masculine Names », sur heraldry.sca.org (consulté le 28 décembre 2017)